# Угница (приток Тихвинки)
Угница — река в России, протекает в Бокситогорском районе Ленинградской области. Левый приток Тихвинки, бассейн Сяси.

## География
Река начинается из Угницкого озера, течёт на север. На правом берегу остаётся деревня Семёново. Впадает в Тихвинку в 135 км от устья последней в деревне Горка. Длина реки составляет 11 км.

## Данные водного реестра
По данным государственного водного реестра России относится к Балтийскому бассейновому округу, водохозяйственный участок реки — Сясь, речной подбассейн реки — Нева и реки бассейна Ладожского озера (без подбассейна Свирь и Волхов, российская часть бассейнов). Относится к речному бассейну реки Нева (включая бассейны рек Онежского и Ладожского озера).
Код объекта в государственном водном реестре — 01040300112102000018198.